# Менкіня (Малопольське воєводство)
Менкіня (пол. Miękinia) — село в Польщі, у гміні Кшешовиці Краківського повіту Малопольського воєводства.
Населення — 1250 осіб (2011).
У 1975-1998 роках село належало до Краківського воєводства.

## Демографія
Демографічна структура станом на 31 березня 2011 року:
|          | Загалом | Допрацездатний вік | Працездатний вік | Постпрацездатний вік |
| -------- | ------- | ------------------ | ---------------- | -------------------- |
| Чоловіки | 615     | 111                | 435              | 69                   |
| Жінки    | 635     | 110                | 377              | 148                  |
| Разом    | 1250    | 221                | 812              | 217                  |